# ハンマーロック

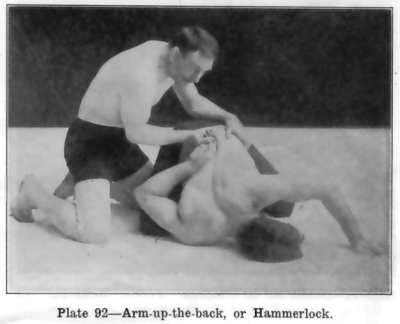
ハンマーロックの一例。この後、攻撃側は相手の腕を固めたまま相手の左半身側に回り込み、より有利な体勢であるサイドポジションへの移行を狙う。

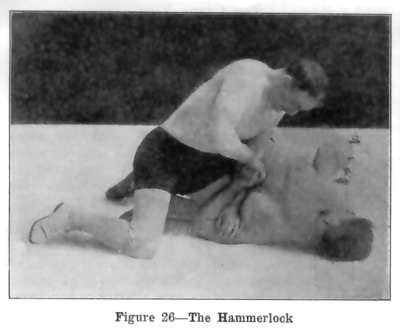
ハンマーロック（バーハンマーロック）

ハンマーロック (Hammer Lock) は、レスリング、プロレス、総合格闘技で使用される関節技、固技、コントロール技術の一種でアームロックの一種である。別名腕挫召捕（うでくじきめしとり）。
レスリングでは関節技としての使用が禁止されている。また、逮捕術では相手の動きを封じて拘束するためにも使用される。

## 概要

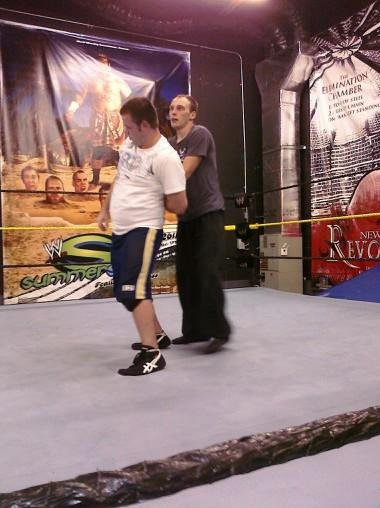
スタンディングでのハンマーロック。

ハンマーロックはキャッチ・アズ・キャッチ・キャン発祥の技術で相手の腕を相手の背中側に引っ張り、捻り上げることによって相手の腕と肩関節を極める関節技である。
両手を使い、てこを効かせるものはバーハンマーロック（Bar Hammer Lock）とも呼ばれる。
その内の一つで腕で相手の腕と肩関節を極めるという意味では柔道の腕緘に包含されるチキンウィング・アームロックと同じだが、ハンマーロックはチキンウィング・アームロックとは異なり、片手でもう一方の自らの手首を掴まず、両手による「4の字」（en:Figure-four (grappling hold)）を用いない。そのため、柔道では腕挫手固に分類される。
片手でも極めた場合も柔道では腕挫手固に分類される。片手で極める場合は、もう片方の手を使いハーフネルソン、フェイスロック、クレイドルと複合させることもできる。
また、腕挫腋固やリストロックにも容易に相互連絡できてリストロックと同時に極めるものはダブルバーハンマーロック（Double Bar Hammer Lock）とも呼ばれる。
掛けられた選手が強固に極められた状態を我慢すると肩関節が脱臼したり、腕の骨が折れることがあるため、練習の際には注意が必要な技である。
立ち関節や寝技等様々な体勢から掛ける事が出来る。
2015年8月24日、2015年世界柔道選手権大会アスタナで田代未来（日本）はマリアン・ウルダバエバ（カザフスタン）に両手での腕挫手固ハンマーロックで勝利している。

2018年2月10日、柔道グランドスラム・パリ2018でイ・スンス（韓国）は頭で相手の肩を抑えながらの両手での腕挫手固ハンマーロックで勝利している。

2018年12月31日、宮田和幸はRIZIN.14で山本アーセンにガードポジションからの両手によるハンマーロックでサブミッション勝ちをおさめた。
サンボでは禁止技である。
特撮テレビドラマ『海賊戦隊ゴーカイジャー』では敵役のバスコ・タ・ロジョキアが必殺技として使用した。

### 逮捕術
ハンマーロックは逮捕術における重要な拘束技術の一つでもある。
警察官が逮捕に抵抗して暴れる被疑者に手錠を掛ける際は、一度ハンマーロックに極めて後ろ手にしてから掛けることが多い。